# Kalabaklı, Çanakkale
Kalabaklı là một xã thuộc thành phố Çanakkale, tỉnh Çanakkale, Thổ Nhĩ Kỳ. Dân số thời điểm năm 2011 là 254 người.